# Рамсаи Хунтов синдром тип 1
Рамсаи Хунтов синдром тип 1 је редак, дегенеративни неуролошки поремећај који карактерише миоклонична епилепсија, есенцијални тремор, прогресивна атакса и, понекад, когнитивни дефицити.

## Називи
Рамсаи Хунтов синдром тип 1 — Хунтова миоклонична церебеларна дисинергија    — Прогресивна церебеларна дисинергија   — Рамсаи Хунтов церебеларни синдром.

## Историја
Назив потиче од Џејмса Рамсаија Ханта, који је болест први описао, 1921. године, код једног пацијената са  прогресивном церебеларном дисинергијом повезаном са миоклоничном епилепсијом.

## Етиологија
Рамсаи Хунтов синдром тип 1 је узрокован недостатком регулаторног механизма који постоји између малог мозга и базалних језгара. Повезује се са великим бројем болести, укључујући целијакију, атрофију дентато-рубра и Лафорину болест.
Неки аутори Рамсаи Хунтов синдром тип 1 описују и као стањем које је тешко окарактерисати.

## Клиничка слика
Прва клиничка манифестација болести јавља се код млађих одраслих особа и карактерише је есенцијални тремор, прогресивна атаксија, конвулзије и миоклонични напади.
Тремор је генерално локализован на једном екстремитету, посебно на горњем екстремитету, који је лакше погођен него доњи екстремитет  и на крају се може проширити на цело тело.
Остале клиничке манифестације укључују:
- нестабилан ход
- хипотонија мишића
- недостатак координације покрета
- астенија
- адиадококинезија

Ментално оштећење може коегзистирати, али је ипак ретко.

## Терапија
Терапија је симптоматска; миоклонични и конвулзивни напади се могу лечити антиепилептичким лековима, укључујући валпроат.